# Lygromma
Genre
Synonymes
- Pseudolygromma Berland, 1913

Lygromma est un genre d'araignées aranéomorphes de la famille des Prodidomidae.

## Distribution
Les espèces de ce genre se rencontrent en Amérique du Sud, en Amérique centrale et aux Antilles.

## Description
Les espèces de ce genre mesurent de 1,9 à 4,6 mm.

## Liste des espèces
Selon World Spider Catalog (version 23.0, 01/02/2022) :
- Lygromma anops Peck & Shear, 1987
- Lygromma chamberlini Gertsch, 1941
- Lygromma domingo Platnick & Shadab, 1981
- Lygromma dybasi Platnick & Shadab, 1976
- Lygromma gasnieri Brescovit & Höfer, 1993
- Lygromma gertschi Platnick & Shadab, 1976
- Lygromma huberti Platnick & Shadab, 1976
- Lygromma kochalkai Platnick & Shadab, 1976
- Lygromma nicolae Víquez, 2020
- Lygromma peckorum Platnick & Shadab, 1976
- Lygromma peruvianum Platnick & Shadab, 1976
- Lygromma quindio Platnick & Shadab, 1976
- Lygromma senoculatum Simon, 1893
- Lygromma simoni (Berland, 1913)
- Lygromma taruma Brescovit & Bonaldo, 1998
- Lygromma tuxtla Platnick, 1978
- Lygromma valencianum Simon, 1893
- Lygromma volcan Platnick & Shadab, 1981
- Lygromma wygodzinskyi Platnick, 1978

## Systématique et taxinomie
Ce genre a été décrit par Simon en 1893 dans les Drassidae. Il est placé dans les Prodidomidae par Platnick en 1990, dans les Gnaphosidae par Azevedo, Griswold et Santos en 2018 puis dans les Prodidomidae par Azevedo, Bougie, Carboni, Hedin et Ramírez en 2022.
Pseudolygromma a été placée en synonymie par Platnick et Shadab en 1976.

## Publication originale
- Simon, 1893 : « Arachnides. Voyage de M. E. Simon au Venezuela (décembre 1887 - avril 1888). 21e Mémoire. » Annales de la Société Entomologique de France, vol. 61, p. 423-462 (texte intégral).